# رای (آریزونا)
رای (به انگلیسی: Rye) یک منطقهٔ مسکونی در ایالات متحده آمریکا است که در شهرستان جیلا، آریزونا واقع شده‌است. رای ۱٫۳۲ کیلومتر مربع مساحت و ۷۷ نفر جمعیت دارد و ۹۵۴٫۹۵ متر بالاتر از سطح دریا واقع شده‌است.